# Alejandro Álvarez
Alejandro Álvarez är en udde i Antarktis. Den ligger i Västantarktis. Argentina, Chile och Storbritannien gör anspråk på området.
Terrängen inåt land är bergig åt nordost, men västerut är den kuperad. Havet är nära Alejandro Álvarez åt sydväst. Trakten är obefolkad. Det finns inga samhällen i närheten.